# American Premier Soccer League
A American Premier Soccer League (APSL) é uma liga de futebol é sancionada pelo United States Adult Soccer Association (USASA), e qualifica-se para o US Open Cup. 

## Equipes
| Equipes da APSL            | Equipes da APSL          | Equipes da APSL                 | Equipes da APSL | Equipes da APSL | Equipes da APSL            |
| Equipe                     | Cidade                   | Estádio                         | Fundado         | Primeira edição | Treinador                  |
| -------------------------- | ------------------------ | ------------------------------- | --------------- | --------------- | -------------------------- |
| Boca Raton FC              | Boca Raton, Flórida      | Atlantic High School            | 2015            | 2015            | Jim Rooney                 |
| South Florida FC           | Pembroke Pines, Flórida  | Estádio da Faculdade de Broward | 2010            | 2015            | Norberto (Bert) N. Mahecha |
| FC Kendall                 | Kendall, FL              | Estádio Tropical Park           | 2008            | 2015            | Mauro Grignola             |
| Red Force FC               | Kendall, FL              | Estádio Tropical Park           | 2009            | 2015            | Gabriel Vega               |
| Deerfield Beach Heights FC | Deerfield Beach, Flórida | Somerset Academy                | 2018            | 2018            |                            |
| Palm Beach Spartans        | Delray Beach, Flórida    | Boynton Beach HS                | 2011            | 2018            | Cheddi Johnson             |
| UD Miami                   | Miami, FL                | Estádio Tropical Park           | 2017            | 2017            |                            |

### Equipas anteriores
- Alianza Miami FC
- Elite Soccer Academy
- Estudiantes del Guayas
- Hurricanes FC
- Miami Dade FC
- Miami Fusion FC
- Miami Nacional SC
- Miami Storm FC
- Miami United
- Palm Beach Piranhas FC
- Real Miami FC

## Campeões
| Estação     | Vencedora        | Vice-campeão       | Resultado        |
| ----------- | ---------------- | ------------------ | ---------------- |
| 2015        | Boca Raton FC    | Uruguay Kendall FC | 1-0              |
| 2015 Outono | Boca Raton FC    | Alianza Miami FC   | 2-0              |
| 2016        | Boca Raton FC    | Uruguay Kendall FC | 2-1              |
| 2016 Outono | Boca Raton FC    | Red Force FC       | 2-1              |
| 2017        | Miami Dade FC    | South Florida FC   | 3-1              |
| 2017 Outono | FC Kendall       | South Florida FC   | 3-0              |
| 2018        | Red Force FC     | FC Kendall         | 3-1              |
| 2018 Outono | Torneio perdoado | Torneio perdoado   | Torneio perdoado |